# اصلاندوز
اَصلاندوز، شهری در بخش مرکزی شهرستان اصلاندوز در استان اردبیل ایران است. این شهر، مرکز شهرستان اصلاندوز است.

## موقعیت جغرافیایی
اصلاندوز در شمال استان اردبیل واقع شده‌است که، از شمال به رود ارس و مرز ایران و کشور جمهوری آذربایجان، از جنوب به شهرستان بیله سوار مغان و گرمی مغان، از شرق به بخش مرکزی شهرستان پارس‌آباد مغان و از غرب به شهرستان خدا آفرین استان آذربایجان شرقی محدود است.

## آثار تاریخی
از آثار تاریخی این شهر می‌توان به تپه نادری و سد میل مغان اشاره کرد.

## مناطق گردشگری
- منطقه محافظت شدهٔ مغان

###### تپه نادری یا نادرشاه اصلاندوز
- عشایر شاهسون اصلاندوز
- سد میل مغان اصلاندوز
- حاشیه رود آراز یا ارس
- قیز قلعه‌سی اصلاندوز
- رودخانه دره یورت (قره سو)
- پیر آغاجی
- مقصودلوی کورعباسلو
- تپه شاه مقصودلوی کورعباسلو
- مزارع و کشتزارهای منطقه اصلاندوز
- مزارع و شالیزارهای زیبا و دیدنی پنبه و برنج اصلاندوز مغان
- برج تاریخی قارلوجا
- تپه‌های تاریخی گوزل لی، بوران و ایدیر
- محوطه تاریخی و اوجاق کول تپه
- منطقه حفاظت شده پرورش آهوی مغان
- باغات شلیل روستاهای مقصودلو
- مراتع دیم در اطراف کوه آغ‌داغ[۳]

## جمعیت
بر پایه سرشماری عمومی نفوس و مسکن در سال ۱۳۹۵، جمعیت شهر اصلاندوز برابر با ۶٬۳۴۸ نفر (۱٬۷۶۰ خانوار) بوده‌است.

## اطلاعات بیشتر
جیمز موریر، مؤلف «ماجراهای حاجی بابای اصفهانی»، که دویست سال پیش از اصلاندوز دیدن کرده شهر را چنین توصیف می‌کند، "وقتی به اصلاندوز رسیدیم، به جای روستا، مکانی را یافتیم شامل مجموعه‌ای از سرپناه‌هایی که تعدادی ایلات بدبخت فرار کرده از اراضی روسیه با نی و نمد برپا کرده بودند. در اینجا تپه‌ای مصنوعی مخروطی شکلی بود منسوب به تیمور لنگ، که ایرانیان با کشیدن نرده‌ای در اطراف آن را به صورت سنگری برای دفاع از سواحل ارس آماده می‌کردند. ..."
در اواخر دهه ۱۳۲۰، بر اساس جلد چهارم فرهنگ جغرافیایی ایران، اصلاندوز ۲۵ تن سکنه داشت.
نبرد اصلاندوز میان ایران و روسیه (اکتبر ۱۸۱۲) که به شکست ایران و امضای عهدنامه گلستان انجامید در این مکان انجام یافته‌است.
تپه نادری یکی از آثار تاریخی اصلاندوز می‌باشد که توسط نادرشاه افشار ایجاد شده‌است و شخص نادرشاه در این تپه تاج گذاری کرده‌است.

## صنایع دستی
- آبگینه
- بافته و نساجی سنتی
- رودوزی‌های سنتی
- سفال و سرامیک سنتی
- صنایع دستی تلفیقی
- صنایع دستی چرمی
- صنایع دستی چوبی و حصیری
- صنایع دستی سنگی
- نمد مالی
- ملیله کاری
- گلیم بافی
- ورنی (گلیم)
- چرم اردبیل
- معرق(نمین)
- جاجیم(خلخال)
- مرصع چوب(خلخال)
- معرق چوب(خلخال)
- گلیم عنبران
- ساز سنتی[۱۰]

## ثبت ملی ورنی اصلاندوز در کشور
در ۱۵ دی ماه ۱۳۹۹ شهر عنبران به عنوان شهر ملی گلیم و شهر اصلاندوز به عنوان شهر ملی ورنی (گلیم) در سطح کشور معرفی گردید.
لازم است بدانید که در روز ۲۸ شهریورماه سال ۱۴۰۲ هنگامی که تیم فوتبال النصر به ایران برای بازی با تیم پرسپولیس در لیگ قهرمانان آسیا آمده بود به حالت نمادین یک ورنی بافته شده از اصلاندوز به کریستیانو رونالدو اهدا شد.